# Флетчер (співачка)
Кері Еліз Флетчер (*19 березня 1994), відома як ФЛЕТЧЕР — американська попспівачка. Її проривний сингл Undrunk, випущений у січні 2019 року, став її першим синглом, який потрапив до чарту Billboard Hot 100, і досяг першого місця у вірусному чарті Spotify у США. «Undrunk» вийшла у її другому альбомі You Ruined New York City for Me, і, за даними Mediabase, ця пісня стала найшвидше зростаючою піснею на попрадіо серед нових виконавців з 2014 року.
Дебютний сингл Флетчер, War Paint, вийшов у червні 2015 року. Її сингл 2016 року Wasted Youth досяг першого місця в Billboard Emerging Artist Chart. Флетчер була включена до списку Forbes «30 до 30» 2022 рік. Вона випустила свій дебютний альбом «Дівчина моєї мрії» у 2022 році. У березні 2024 року вона випустила свій другий альбом «У пошуках протиотрути».

## Біографія
Кері Еліз Флетчер народилася в Асбері-Парку, штат Нью-Джерсі, у родині Боба та Норін (до шлюбу Наполітані) Флетчер; її батько володів кількома автосалонами, а мати була стюардесою. Флетчер повідомляла, що її походження здебільшого німецьке. Її бабуся та дідусь по батьківській лінії емігрували до США з Німеччини, де їхнє прізвище було неправильно англізоване з німецького Fleischhauer («Фляйшгауер» англійський еквівалент — Butcher) на англійське прізвище Fletcher, можливо, через фонетичну схожість.
Почала брати уроки вокалу у п'ять років. У 2012 році Флетчер закінчила середню школу Волл у сусідньому містечку Волл, штат Нью-Джерсі, де грала у жіночий волейбол. Після середньої школи навчалася в Інституті записаної музики Клайва Девіса при Нью-Йоркському університеті (NYU). Вона взяла річну відпустку та переїхала до Нешвілла, штат Теннессі, щоб повністю присвятити себе музиці. Закінчила Нью-Йоркський університет у 2016 році. Наразі проживає в Лос-Анджелесі.

## Кар'єра
У 2011 році Флетчер брала участь у прем'єрному сезоні шоу «X-фактор». У навчальному таборі Саймон Ковелл об'єднав Флетчер з Гейлі Оррантією, Пейдж Елізабет Огл та Дані Найтс, щоб створити групу Lakoda Rayne під керівництвом Поли Абдул. Вони розпалися після вибуття зі змагань. У 2015 році вона переїхала до Нешвілла, штат Теннессі, і почала співпрацювати з продюсером Джеймі Кенні, під час якої був випущений сингл War Paint. Пісня стала вірусною на Spotify після свого релізу. У 2016 році Spotify додав Флетчер до свого списку Spotify Spotlight, що допомогло їй стати незалежною артисткою. Її запросили виступити від імені компанії на конференції Fortune Tech у 2019 році як приклад історії успіху. У вересні 2016 року вона незалежно випустила свій дебютний міні-альбом Finding Fletcher.

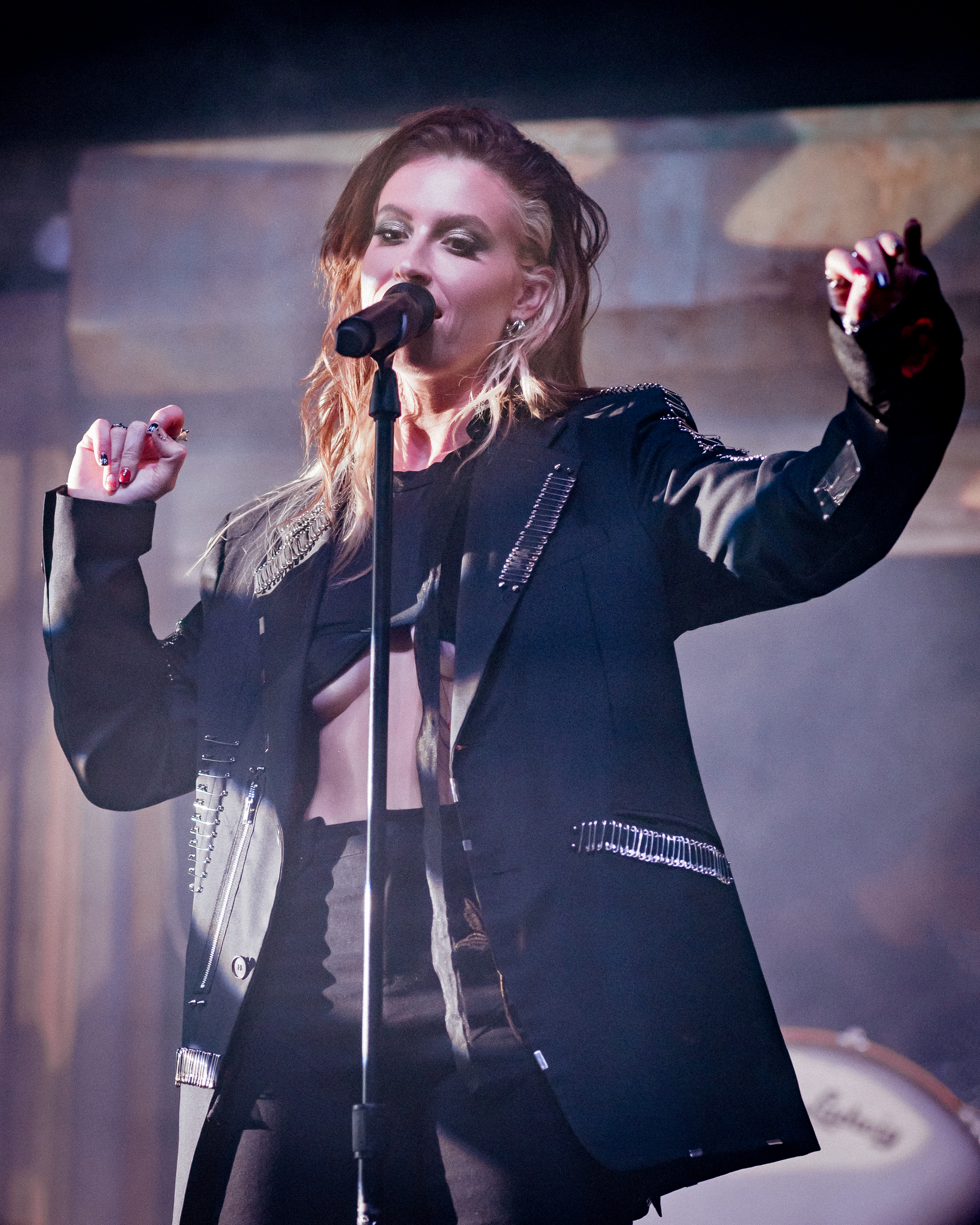
Виступ Флетчер у 2022 році

У серпні 2018 року Флетчер оголосила, що підписала контракт з Capitol Records, яка базується в Лос-Анджелесі. Вона випустила свій сингл Undrunk 25 січня 2019 року, а згодом дебютувала на телебаченні в «The Tonight Show Starring Jimmy Fallon». Вона також виступала на музичному фестивалі Bonnaroo, музичному та мистецькому фестивалі Life Is Beautiful Lollapalooza того ж року.
У квітні 2019 року вона випустила «If You're Gonna Lie», який рекламувався як приквел до «Undrunk» та «About You», ще одного синглу про її колишню дівчину, з якою вони зустрічалися у коледжі. У серпні 2019 року Флетчер випустила свій другий міні-альбом You Ruined New York City for Me, до якого увійшли всі попередні релізи, а також дві нові пісні: «All Love» та «Strangers». У жовтні 2019 року було оголошено, що Флетчер виступатиме на розігріві в турі Ніла Горана Nice to Meet Ya Tour, який мав розпочатися у 2020 році, але був скасований через пандемію COVID-19.
У вересні 2020 року Флетчер випустила свій міні-альбом The S(ex) Tapes, у якому розповідається про суворі наслідки розриву стосунків. Пізніше вона випустила «Cherry» з Гейлі Кійоко, який Elle назвала «солодким, кокетливим, але веселим».
16 вересня 2022 року вона випустила свій дебютний альбом Girl of My Dreams, який дебютував на п'ятнадцятому місці в американському Billboard 200.
22 березня 2024 року вона випустила другий альбом In Search of the Antidote , який дебютував на третьому місці в чарті US Billboard Top Album Sales.

## Впливи
У дитинстві її надихали такі вокалістки, як Селін Діон, Мерая Кері та Вітні Г'юстон. Вона назвала Боба Марлі та інших артистів з Нью-Джерсі, таких як Брюс Спрінгстін, Бон Джові та Патті Сміт як тих, хто вплинули на неї. Флетчер також висловлювала захоплення Тейлор Свіфт, Мадонною, Леді Гагою, Емі Вайнгауз, Аланіс Моріссетт, Демі Ловато та Троєм Сіваном.

## Особисте життя
У березні 2017 року вона розповіла Billboard: «Я точно ідентифікую себе в ЛГБТК-спільноті, але що стосується навішування ярликів на кшталт геїв, гетеросексуалів, бісексуалів, лесбійок, квірів… це все в межах сім'ї та спектру, а сексуальність і гендер не чорно-білі. Це спектр, до якого ми всі потрапляємо десь у світі. Саме так мені комфортно виражати себе — любити тих, кого я відчуваю, що люблю, і тих, до кого мене приваблює». У грудні 2021 року Флетчер заявила, що вона ідентифікує себе як квір і що її «приваблює сильна жіноча енергія, яка, так виявилося, швидше за все, належить жінкам».
З 2016 по 2020 рік Флетчер зустрічалася з ютуберкою Шеннон Беверідж. У 2017 році Беверідж знялася у музичному відео на сингл «Wasted Youth». Третій міні-альбом Флетчер The S(ex) Tapes, випущений у 2020 році, був натхненний наслідками їхнього розриву. Беверідж зняла та зрежисувала всі музичні відео для міні-альбому, включаючи «Sex (With My Ex)». У липні 2022 року Флетчер випустила сингл Becky's So Hot про тодішню дівчину Беверідж — Becky Missal.
У 2023 році, на піку кар'єрного зльоту, Флетчер діагностували хворобу Лайма.

### Активізм
У березні 2018 року Флетчер випустила пісню «I Believe You» на підтримку жертв сексуального насильства, написавши листа до Billboard, натхненного хештегом #MeToo. Вона підтримала рух, виступивши на It's On Us та саміті United States of Women. Вона також брала участь у Girl Up та саміті Teen Vogue на підтримку зусиль щодо розширення прав і можливостей жінок.
Флетчер є членкинею ЛГБТ-спільноти та активно підтримує такі організації, як GLAAD, The Trevor Project та It Gets Better.

## Дискографія
- Дівчина моєї мрії (2022)
- У пошуках протиотрути (2024)[36]

## Фільмографія

### Телебачення
| Рік      | Назва                          | Нотатки                       | Ref.          |
| -------- | ------------------------------ | ----------------------------- | ------------- |
| 2011 рік | Х-фактор                       | Учасниця                      | [ 37 ] [ 32 ] |
| 2022 рік | Слово на літеру L: Покоління Q | Камео; Епізод: «Little Boxes» | [ 38 ]        |
| 2022 рік | Новорічна вечірка Майлі        | Камео                         | [ 39 ]        |

## Тури
- Тур «У пошуках Флетчер» (2017)
- Тур «Ти зруйнувала Нью-Йорк для мене» (2019)
- Тур Флетчер (2020), перенесено[40] через COVID-19
- Тур «Дівчина моєї мрії» (2022)
- Тур «У пошуках протиотрути» (2024)

Підтримка
- LANY — Світовий тур Malibu Nights (2019)
- Panic! at the Disco — Тур Viva Las Vengeance Європою 2023

## Нагороди та номінації
| Рік  | Асоціація                      | Категорія                           | Номінована робота | Результат | Посилання |
| ---- | ------------------------------ | ----------------------------------- | ----------------- | --------- | --------- |
| 2020 | Музична премія iHeartRadio     | Найкращий новий поп-виконавець      | Сама              | Номінація | [ 41 ]    |
| 2021 | Медіа-премія GLAAD             | Видатний музичний виконавець-прорив | Сама              | Номінація | [ 42 ]    |
| 2023 | Європейська музична премія MTV | Найкращий акт проштовхування        | Сама              | Номінація | [ 43 ]    |
| 2023 | Медіа-премія GLAAD             | Видатний музичний виконавець        | Сама              | Перемога  | [ 44 ]    |
| 2023 | Музичні нагороди MTV Video     | Виступ року Push                    | «Becky's So Hot»  | Номінація | [ 45 ]    |